# مراقب حسابات
مراقب الحسابات أو مدقق الحسابات أو مراجع الحسابات أو هو من يقوم بمراجعة عمليات الدفع في المؤسسات والمنظمات والسلطات بانتظام، فيدقق مستندات المحاسبة والحسابات السنوية وبيانات الميزانية وحساب الصناديق، حيث يراجع صحة وتمام تسجيل العمليات التجارية اليومية وكذلك حسابات وتقاييد المحاسبة للحصول على نتائج السنة أو ربع السنة أو الشهر.
إضافة إلى ذلك يدقق إدارة الأموال والديون واستخدام المواد المالية والعينية. ومن مهامه أيضا تدقيق استخدام الموارد المالية إستخداماً مجدياً اقتصادياً مثلا في حالة القيام باستمارات. وأحيانا يهتم بتحرير الموارد المالية بهدف إستثمارها بعد التدقيق الكامل، حيث يقارن بين العروض ويدرس شروط العقود المختلفة.
يحق لمدقق الحسابات في كل وقت الإطلاع على كل المستندات الضرورية لعمله، ويعد تقريرا تحريريا بعد إجراء التدقيق ويزود إدارة المؤسسة أو ممثلي المالكين أو أعضاء هيئة الإشراف بالمعلومات عن النتائج، حيث ينبه بالدرجة الأولى إلى العيوب الموجودة وإمكانيات التحسين.